# Hjärnkontoret
Hjärnkontoret ("La oficina del celebro") es un programa de televisión de ciencia de niños sueco, transmitido por Sveriges Television (SVT) desdel 10 de enero de 1995. Es presentado por Benjamin "Beppe" Singer. Más temprano fue presentado por Frida Nilsson, Henry Chu, Victoria Dyring y Fredrik Berling.
Hjärnkontoret recibió "Kunskapspriset" en 2002, "Kristallen" en 2006 y "Årets folkbildare" en 2011.